# Krasówka (dopływ Widawki)
Krasówka (Krasowa) – rzeka, lewy dopływ Widawki o długości 36,02 km i powierzchni zlewni 195,66 km².
Rzeka płynie w województwie łódzkim w powiecie bełchatowskim. Przepływa przez Kotlinę Szczercowską. Jej źródła znajdują się w okolicy miejscowości Łuszczanowice, ujście w miejscowości Korablew.
Większość wód pochodzi z odwodnienia odkrywki Szczerców. W obecnej chwili rzekę uregulowano i przesunięto o 0,5 km na wschód w okolicach kopalni KWB Bełchatów. Rzeka zaliczana jest do wód krainy ryb łososiowatych i lipienia.
W XIX wieku rzeka nosiła nazwę Sosonia